# Ghasha
Ghasha és un illot deshabitat de l'emirat d'Abu Dhabi (Emirats Àrabs Units) a 3 km al nord de l'illa de Sir Banu Yas.
És una illa arenosa amb dipòsits de closques d'ostra. La seva altura màxima és d'uns 4 metres. L'illa està coberta de vegetació helofítica i té importants colònies d'ocells, que augmenten al període de l'hivern.